# Louannec
Louannec (bret. Louaneg) – miejscowość i gmina we Francji, w regionie Bretania, w departamencie Côtes-d’Armor.
Według danych na rok 1990 gminę zamieszkiwało 2195 osób, a gęstość zaludnienia wynosiła 158 osób/km² (wśród 1269 gmin Bretanii Louannec plasuje się na 277. miejscu pod względem liczby ludności, natomiast pod względem powierzchni na miejscu 706.).